# Apocalypse flamande
L'Apocalypse dite de flamande est un manuscrit de l'Apocalypse de Jean enluminé, daté du début du XVe siècle, conservé à Bibliothèque nationale de France (Néerlandais 3). Il s'agit du seul manuscrit du livre de la révélation du Moyen Âge écrit en néerlandais et enluminé. Il présente vingt-trois illustrations en pleine page caractéristiques de l'enluminure pré-eyckienne de Flandres. 

## Historique
L'origine du manuscrit est totalement inconnue : il ne comporte aucune indication de lieu de fabrication ni de marque de propriété ou d'un éventuel commanditaire. D'après l'écriture et la langue ainsi que l'iconographie  utilisée, il a sans doute été écrit et enluminé dans comté de Flandres entre 1400 et 1410. La ville de Bruges a un temps été avancée mais le doute subsiste. Il a été acquis par la bibliothèque nationale de France en 1827.  

## Description
Cet ouvrage est l'un des quatre manuscrits médiévaux contenant le texte de l'Apocalypse de Jean en néerlandais. Il a la particularité d'être enluminé de miniatures illustrant chacune les 22 chapitres du texte, rassemblant sur une même page les différents épisodes évoqués dans chacun de ces chapitres. Ce mode d'illustration de l'ouvrage par des miniatures en pleine page, faisant face au texte, reste très rare, seul l'apocalypse de Trèves, un manuscrit carolingien d'origine tourangelle reprenant cette disposition. Très complexe, leur iconographie a sans doute bénéficié de l'aide d'un théologien. 
Les mains de deux artistes sont distinguées dans le manuscrit : le premier a peint les miniatures du f.1 à 6, le second des folios 7 à 23, dans le même style mais peut-être un peu moins raffiné. Chaque page de texte commence par une lettrine historiée. 

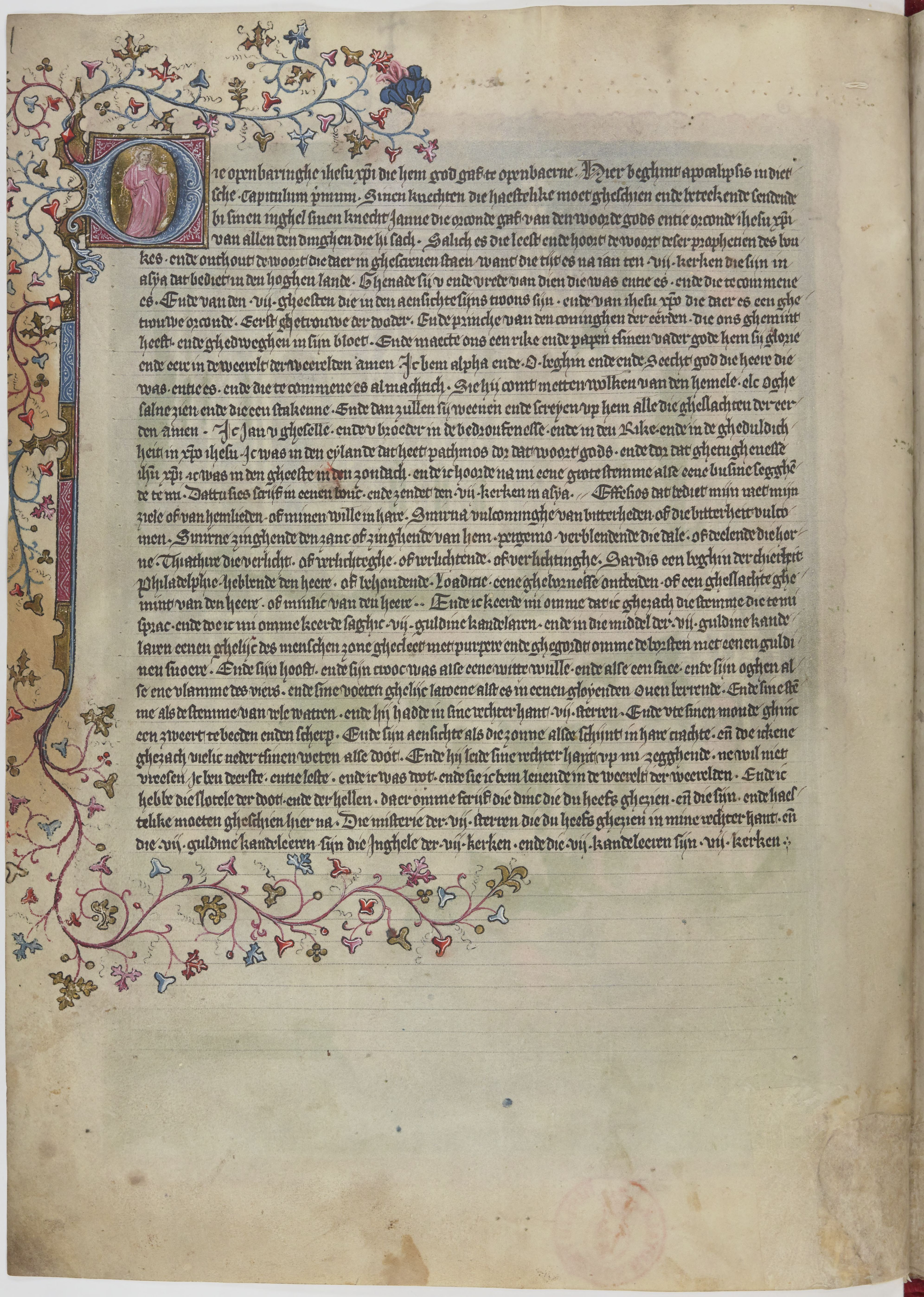
Première page du texte avec une lettrine représentant l'Église, f.1v
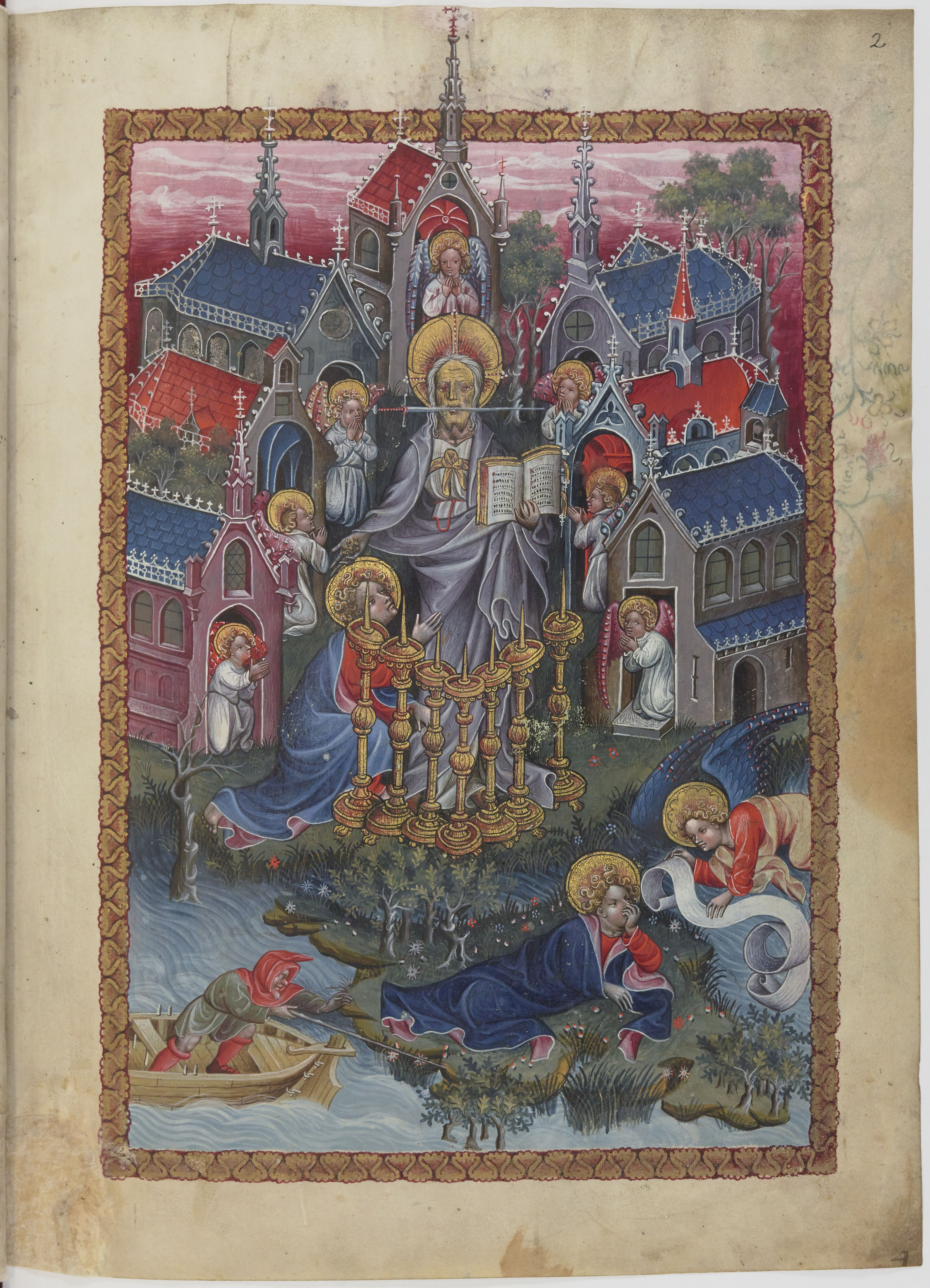
Saint Jean et l'ange. Le Fils de l'homme, f.2
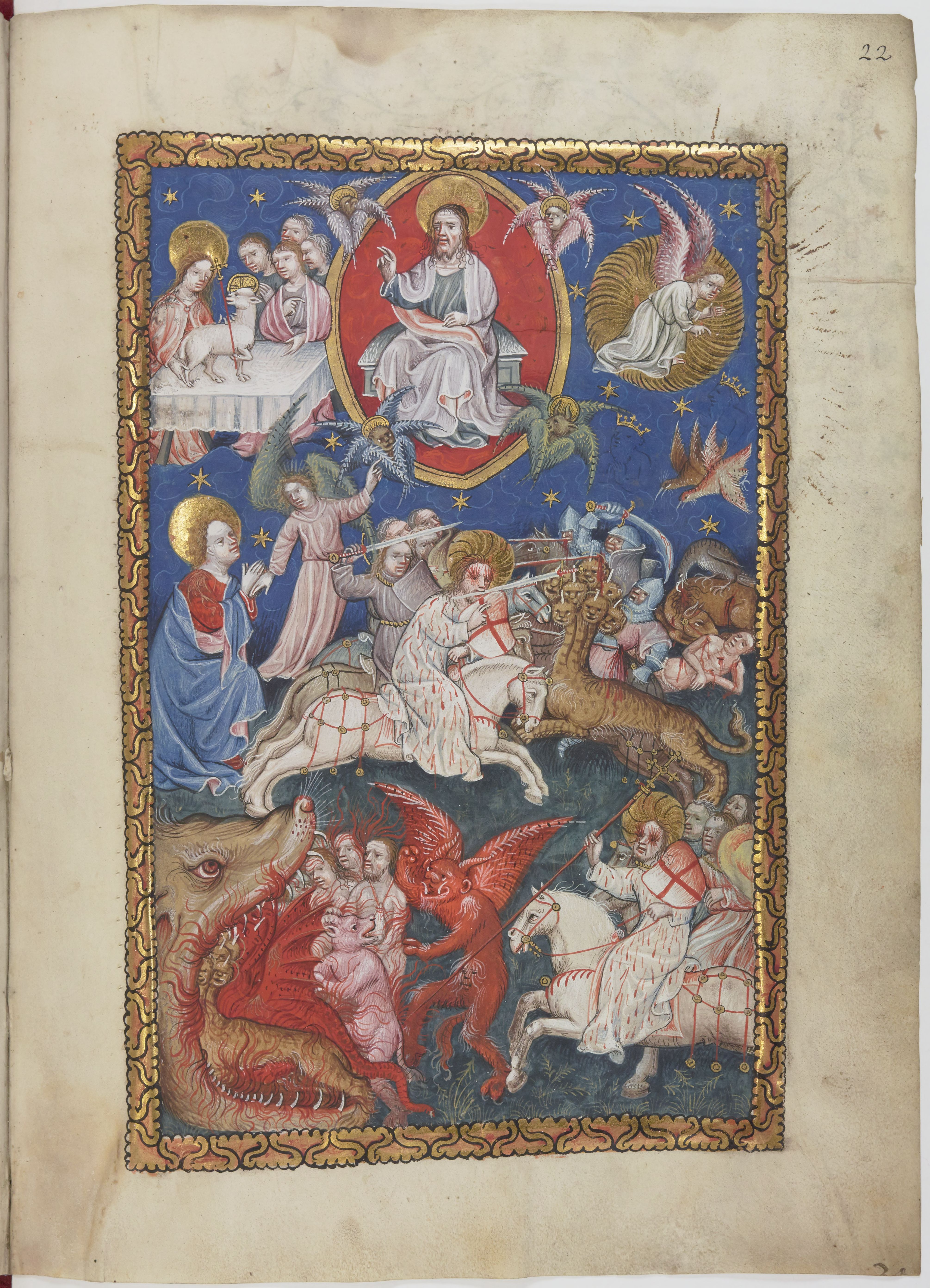
Adoration du christ. Noces de l'agneau. Ange appelant les oiseaux. Combat contre la bête. La bête et le faux prophète dans le feu., f.22

La première miniature, en guise d'introduction, représente cinq épisodes de la vie de Jean de Patmos confondu avec l'apôtre Jean : le prêche de saint Jean puis la conversion de Drusiana (es) (avec son baptême dans une grande église gothique), son arrestation  et sa présentation devant le pro-consul, il est transporté en barque à Rome où l'attend l'empereur Domitien, son martyre dans une marmite d'huile bouillante et enfin l'exil vers l'île de Patmos (à moins que le transport en barque ne figure son déplacement vers Patmos ?).